# Laureano López Rodó
Laureano López Rodó, né le 18 novembre 1920 à Barcelone et mort à Madrid le 11 mars 2000, est un homme politique, juriste, universitaire et diplomate espagnol. Il est commissaire au Plan et ministre des Affaires étrangères.

## Biographie
Étudiant en droit à l'Université de Barcelone, il obtint ensuite son doctorat à l'Université de Madrid après la guerre civile. En 1945, il obtint une chaire de droit administratif à l'Université de Saint-Jacques-de-Compostelle et se fixa à Madrid en 1961.
Membre de l'Opus Dei, il est considéré comme l'un des principaux artisans du plan de développement économique des années soixante en Espagne. Sa carrière politique était étroitement liée à l'amiral Luis Carrero Blanco, puisqu'il fut son plus proche collaborateur :
- En 1956, il fut nommé secrétaire général de la Présidence du gouvernement par Carrero Blanco, alors ministre de la Présidence.
- En 1962, il exerça comme commissaire au Plan, sur proposition de Carrero Blanco. Il dirigea l'application du Plan de développement économique.
- En juin 1973, après que Carrero Blanco eut été nommé président du gouvernement, il devint ministre des Affaires étrangères, poste qu’il n’occupa que quelques mois, en raison de l'assassinat de Carrero en décembre de la même année.

Après la mort de Franco, il participa au processus de réforme politique et fonda le parti régionaliste Acción Regional (AP). Plus tard, il fusionna ce parti au sein de l'Alliance populaire (coalition conservatrice dirigée par Manuel Fraga), en vue des élections espagnoles. Cependant, l'AP n'atteint pas les résultats attendus lors des premières élections démocratiques de juin 1977. Toutefois, López Rodó fut élu député au Congrès et participe activement à l'élaboration de la Constitution espagnole de 1978, en tant que membre de la commission des affaires constitutionnelles et des libertés publiques.
En 1979, il faisait partie d'une Commission parlementaire, dont la mission était de rédiger le Statut d'Autonomie de la Catalogne. En désaccord avec l'AP, il quitta la politique et rejoignit sa chaire à l'Université Complutense de Madrid.
Il est l'un des personnages les plus importants de la seconde moitié du régime de Franco ainsi que de la Transition espagnole. S'étant positionné en faveur de la modernisation du régime franquiste et de son évolution vers une monarchie parlementaire similaire à celle des autres démocraties occidentales, il devint un des plus forts partisans de la nomination du prince Juan Carlos comme successeur du général Franco.

## Ouvrages de Laureano López Rodó
- 1943 : El Coadyuvante en lo Contencioso-administrativo.
- 1954 : El Patrimonio Nacional.
- 1958 : Justicia y Administración en el Reino Unido.
- 1963 : Estructura y funciones de la Administración Financiera.
- 1963 : La Administración Pública y las transformaciones socio-económicas.
- 1970 : Política y Desarrollo.
- 1972 : Nuevo horizonte del Desarrollo.
- 1977 : La larga marcha hacia la monarquía.
- 1979 : Aspectos económicos y fiscales de la autonomía.
- 1980 : Las autonomías, encrucijada de España.
- 1984 : Estado y Comunidades Autónomas.
- 1987 : Testimonio de una Política de Estado.
- 1990 : Memorias (I).
- 1991 : Memorias (II) Años decisivos.
- 1992 : Memorias (III) El principio del fin.
- 1993 : Memorias (IV) Claves de la Transición.